# Álvaro de Luna Blanco
Álvaro de Luna Blanco   (Madrid, 10 d'abril de 1935 - Madrid, 2 de novembre de 2018) fou un actor espanyol, conegut per la seva interpretació de «l'Algarrobo» a la sèrie de televisió Curro Jiménez.
Va estudiar Medicina abans de ser actor, fent la seva primera pel·lícula el 1963 a La máscara de Scaramouche d'Antonio Isasi-Isasmendi i amb una breu interpretació a El verdugo de Luis García Berlanga. També va participar en diferents espagueti westerns, com Navajo Joe i Salario para matar.
Va participar en la sèrie de TVE Curro Jiménez entre 1976 i 1978 on va interpretar a «l'Algarrobo», el company d'aventures del protagonista, un bandoler de l'Espanya ocupada per les tropes napoleòniques. Després va protagonitzar La barraca de Vicent Blasco Ibáñez. També va interpretar a Carlos Vergara a Farmacia de guardia.
L'any 2008 va rebre una nominació al millor actor protagonista per la pel·lícula El prado de las estrellas de Mario Camus. Va morir a Madrid el 2 de novembre de 2018, als 83 anys, a causa de les complicacions d'un càncer de fetge.